# عنکبوت گرگی ترابالیس
عنکبوت گرگی ترابالیس (نام علمی: Alopecosa trabalis) نام یک گونه از تیره عنکبوت‌های گرگی است.